# Västlig dolknäbb
Västlig dolknäbb (Schistes albogularis) är en fågel i familjen kolibrier.

## Utbredning och systematik
Fågeln förekommer i västra Anderna och centrala Andernas västsluttning i Colombia och söderut till västra Ecuador. Den betraktades tidigare som underart till Schistes geoffroyi.

## Status och hot
Arten har ett stort utbredningsområde, men tros minska i antal, dock inte tillräckligt kraftigt för att den ska betraktas som hotad. Internationella naturvårdsunionen IUCN listar arten som livskraftig (LC).